# Inventions and Dimensions
Inventions & Dimensions je tretji studijski album ameriškega jazzovskega pianista Herbieja Hancocka, ki je bil posnet 30. avgusta 1963, izšel pa je leta 1964 pri založbi Blue Note Records. Album je ponovno izšel v sredini 70. let pod imenom Succotash in izvajalcema Hanckockom in Williejem Bobom. Album je nenavaden zaradi vsebovanja latin percussiona in ker ni latin jazz album, ampak Hancockovo raziskovanje modalnega jazza in post-bopa.

## Sprejem
Stephen Thomas Erlewine je v recenziji za spletni portal AllMusic zapisal, da je Hancock »ustvaril improvizacijsko atmosfero, kjer so tekoči ritmi, akordi, harmonije in melodije pa so nepričakovani. Pri vseh skladbah, razen ene, so melodije in akordi improvizirani s Hancockovimi harmonskimi idejami, ki izhajajo iz ritmov med snemanjem.«

## Seznam skladb
Avtor vseh skladb je Herbie Hancock.
| Št. | Naslov                                                       | Dolžina |
| --- | ------------------------------------------------------------ | ------- |
| 1.  | „Succotash‟                                                  | 7:40    |
| 2.  | „Triangle‟                                                   | 11:01   |
| 3.  | „Jack Rabbit‟                                                | 5:57    |
| 4.  | „Mimosa‟                                                     | 8:38    |
| 5.  | „A Jump Ahead‟                                               | 6:33    |
| 6.  | „Mimosa‟ (alternativni posnetek; izšla le na ponovni izdaji) | 10:06   |

## Zasedba
- Herbie Hancock – klavir
- Paul Chambers – bas
- Willie Bobo – bobni, timbales
- Osvaldo "Chihuahua" Martinez – tolkala (1–4, 6)